# Pokłonnik osinowiec
Pokłonnik osinowiec (Limenitis populi) – motyl dzienny z rodziny rusałkowatych (Nymphalidae), spokrewniony z pokłonnikiem kamilla i pokłonnikiem anonyma (redukta).
Wygląd
Wierzch skrzydeł szaro-czarny z licznymi białymi plamkami, pomarańczowymi klinami i oliwkowymi cieniami. Samiec jest skromniej ubarwiony. Od spodu gatunek ten jest pomarańczowy. Rozpiętość skrzydeł od 70–100 mm, przy czym samica jest zdecydowanie większa. Pokłonnik osinowiec jest największym, obok niepylaka apolla motylem dziennym Polski. 
Czas lotu

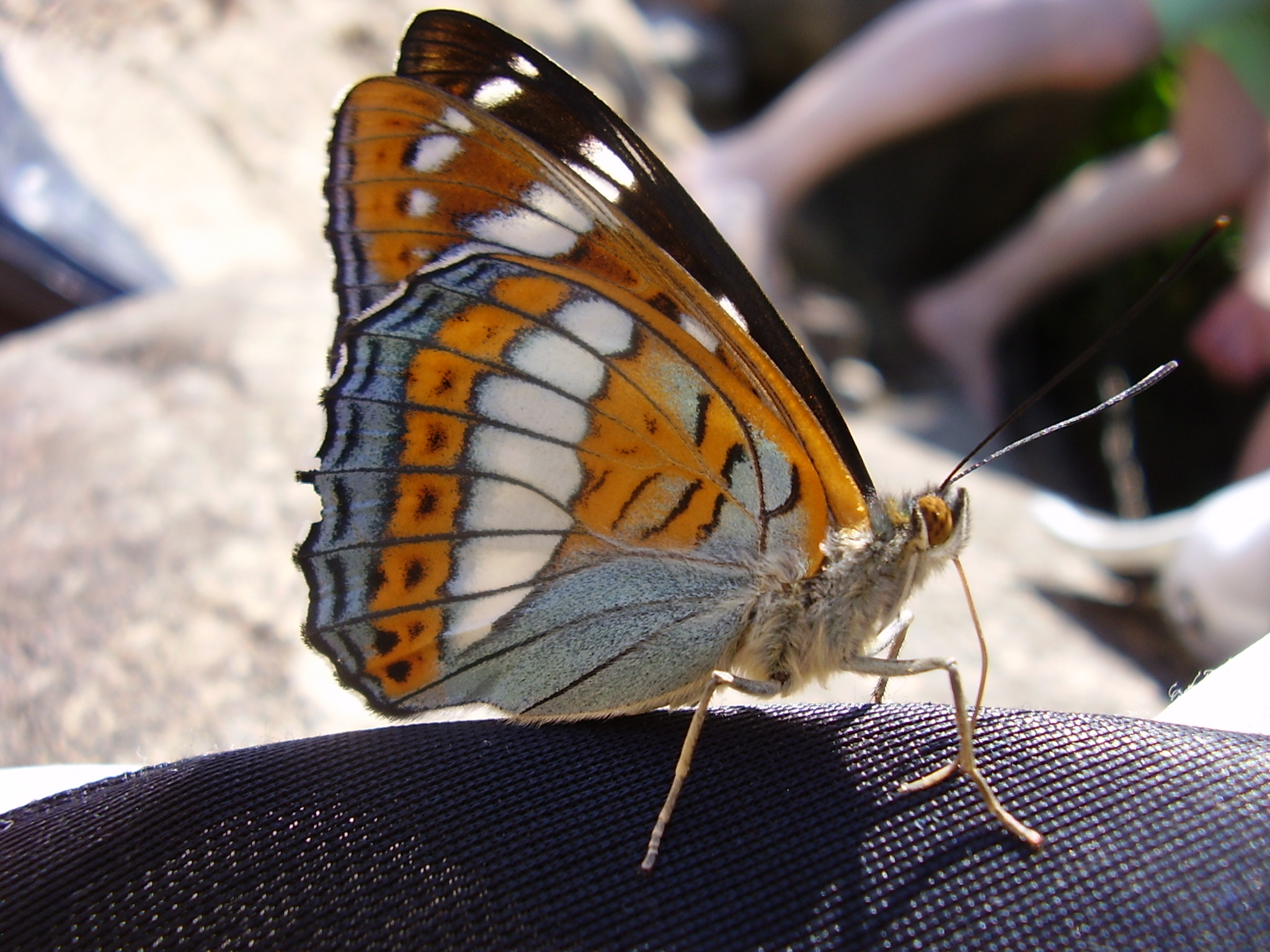
Pokłonnik osinowiec w pozie spoczynkowej

Pojawia się na początku czerwca i lata tylko przez miesiąc, wykształca tylko jedno pokolenie w roku. Zimuje gąsienica, przycupnięta na pąku rośliny żywicielskiej. 
Biotop
Wilgotne lasy mieszane i liściaste, szczególnie łęgi i nadrzeczne parki. Lubi siadać na padlinie, odchodach i mokrej glebie, a także na zranionych drzewach i śmietnikach. Nie odwiedza kwiatów. Można go spotkać wszędzie tam, gdzie znajdzie się jakiś akwen w okolicy drzew. Samce siedzą na liściach wyczekując na przelatujące w okolicach samice, lub patrolują rewir. Z reguły trudno zauważyć osinowca, gdyż lata wysoko w koronach drzew. 
Stadia rozwojowe
Samice składają jaja pojedynczo, na wierzchu liścia. Gąsienica jest zielono-żółto-czarna i imituje ptasi kał. Żywi się liśćmi i pąkami osiki i topoli czarnej. Gąsienica przepoczwarza się na drzewie. Poczwarka jest wisząca, zielono-szara.
Występowanie

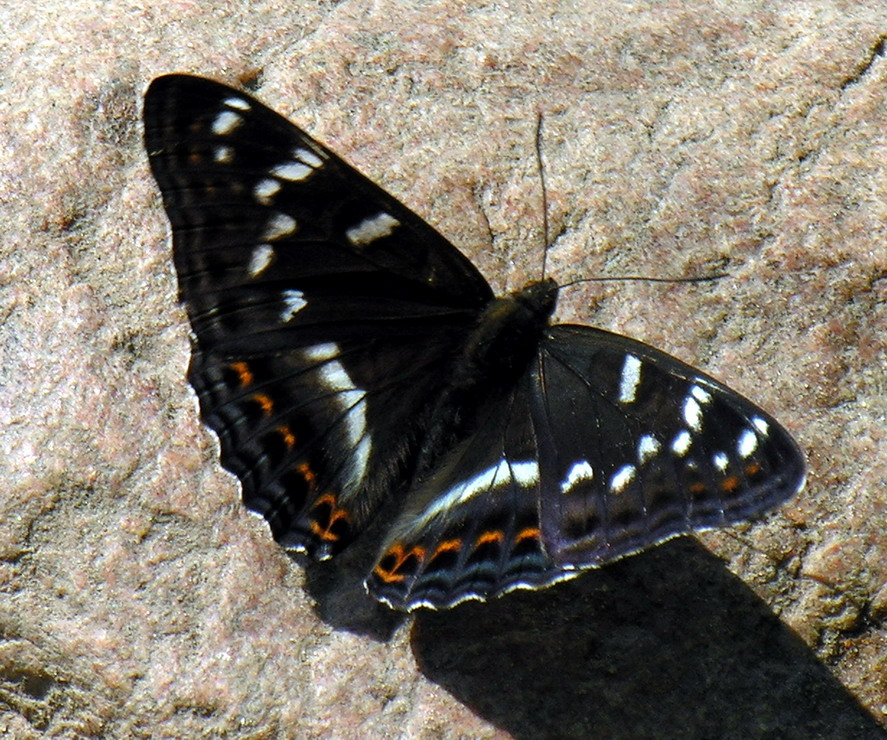
Samiec pokłonnika osinowca

Zamieszkuje właściwie prawie całą Europę, a także część Azji. W Polsce pojawia się lokalnie w całej niżowej części kraju, jednak brak go w samym centrum. Częściej spotykany na południu. Coraz rzadszy, nigdzie nie jest liczny.